# Horimono

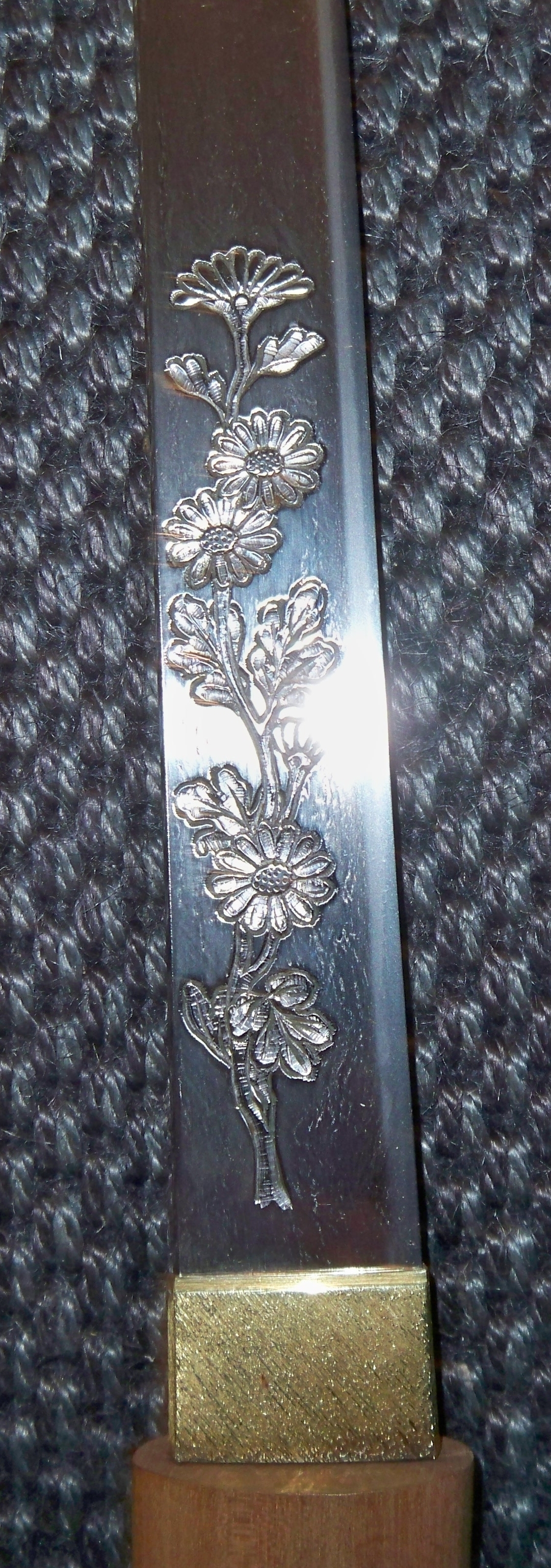
Historisches Wakizashi mit Chrysanthemen-Horimono

Das Horimono (jap. 彫(り)物) ist eine Gravur auf japanischen Klingen.

## Beschreibung

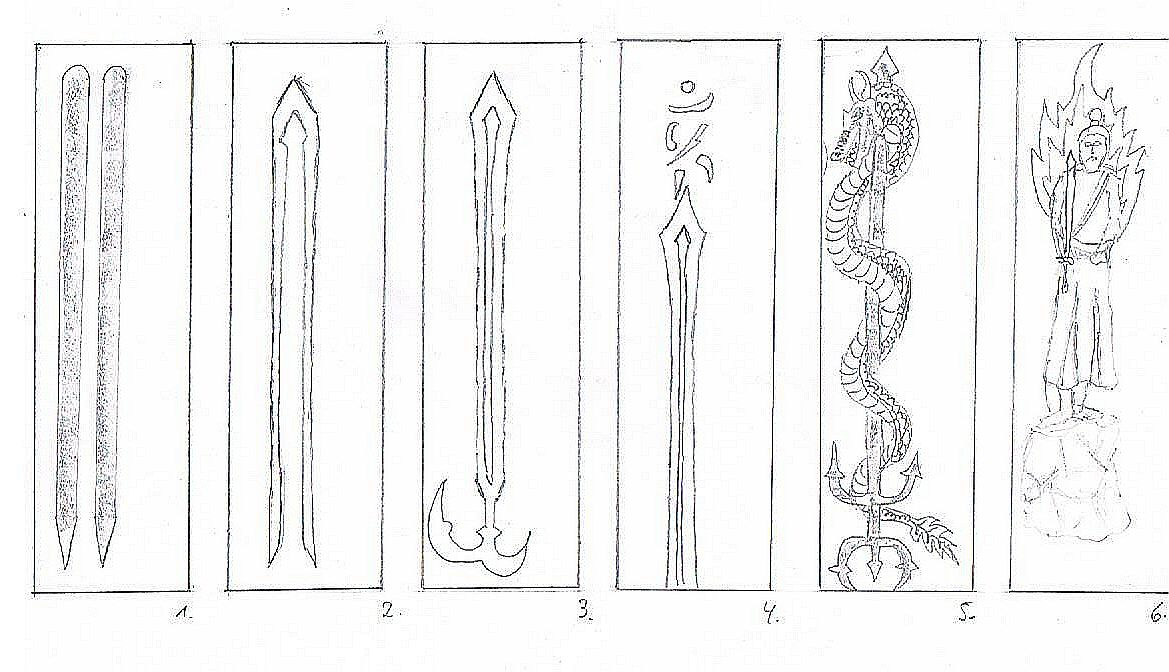
Typen der Horimono

Viele japanische Klingen werden zur Verbesserung (Hi) ihrer Balance oder zur Dekoration mit Gravuren verziert. Es gibt verschiedene traditionelle Motive, die unterschiedlich benamt sind. Man verwendet folgende Bezeichnungen:
1. Goma hashi (護摩箸): Das Motiv stellt Essstäbchen dar, wie sie auf Altären in Shintō-Schreinen benutzt werden.

Ken (剣): Die Darstellung eines Schwerts – Ken bzw. Tsurugi – als alternative Erscheinung der brennenden Gottheit (Nr. 6):
1. Suken (素剣, „einfaches Schwert“): Ein altertümliches gerades Schwert.
2. Tsume (爪): Das Ken mit einer Kralle (tsume) am Griffende.

Weitere:
1. Bonji (梵字): Die Bonji sind Sanskrit-Schriftzeichen. Sie können allein dargestellt sein oder aber in Kombination mit den anderen Elementen wie in der Illustration in Verbindung mit dem Ken. Die Gravur liegt im HI.
2. Kurikara (倶利伽羅, von Sanskrit: Kṛkara): Ein Drache, der sich um ein Schwert windet.
  1. Shin-no-kurikara (真の倶利伽羅): Ein realistisch gestalteter Drache, der sich um ein Schwert windet.
  2. Gyō-no-kurikara (行の倶利伽羅): Ein vereinfacht dargestellter Drache, der sich um ein Schwert windet.
  3. Sō-no-kurikara (草の倶利伽羅): Ein stilisiert dargestellter Drache (Striche), der sich um ein Schwert windet.
3. Kaen Fudō (火炎不動) auch Fudō Myōō (不動明王): Die Darstellung des gleichnamigen Gottes, der in Flammen (Kaen) gehüllt ist.

Bei heute speziell angefertigten Klingen ist es manchmal möglich, verschiedene Gravuren – auch Eigenentwürfe – zu bekommen. Meist wird man aber traditionelle Designs angeboten bekommen.